# 新淵橋
新淵橋（しんえんばし）は、長野県の梓川で、国道158号線が松本市波田前淵と安曇大野田を結ぶ部分に架かる橋である。信濃川河口まで302kmである。

## 橋の概要
梓川が山の間を流れて来て、松本盆地の平野部に入る部分にある橋と言える。この橋の辺りから梓川の両側の眺望が開け始め、約1km下流の新島々駅を過ぎると一気に両岸の山が遠くなる。
梓川の川幅が、この辺りでは唯一狭隘になった部分に架けられている。橋から水面までは深い。橋が初めて架けられたのは1869年で、直近では1996年に架け替えられている。現在の橋は「上路単純トラス橋」という形式の鋼製で、幅員5.5m、長さ68.3mである。
この橋の下で、1949年に上高地以外でのケショウヤナギの生育が初めて発見された。
橋のプレート表示は「新渕橋」と略字が使われているが、行政的にも「新淵橋」と正字を使うことが多い。

## 歴史
橋の安曇側のたもとに、1869年（明治2年）にこの橋を架けるために拠金・尽力した両岸村々の有志の人々の名前を刻んだ「頌徳碑」（1964年建立、横山篤美撰文）が建てられている。そこに架橋に至る次の歴史が刻まれている。ただし、『奈川村誌』はこの通年使用可能な新淵橋の架設を1870年（明治3年）と、大野田 - 島々 - 橋場に人力車が往来できるようになったのは1878年（明治11年）としている。
「梓川を挟んで筑摩・安曇両郡の増水時の交通は上流の雑炊橋のみに長く頼っていた。架橋の願いも藩庁により勝手橋とされて顧みられずに本橋とされず、渇水期に川幅を狭め冬橋がかけられ、飛騨街道の往還もこれを越えた。しかし、春の豊水期にまた対岸の飛騨道に移り、これを夏道と呼んだ。天正9年11月の戦いを書いた軍記にも大野田夏道の言葉が見える。しかし、明治2年に先覚有志多数の協力で本橋を完成し、橋永続講を発起した。これにより、明治13年に県による架け替えまで維持した。橋の名は当初竜渕橋とされ、のち新渕橋と改められた」

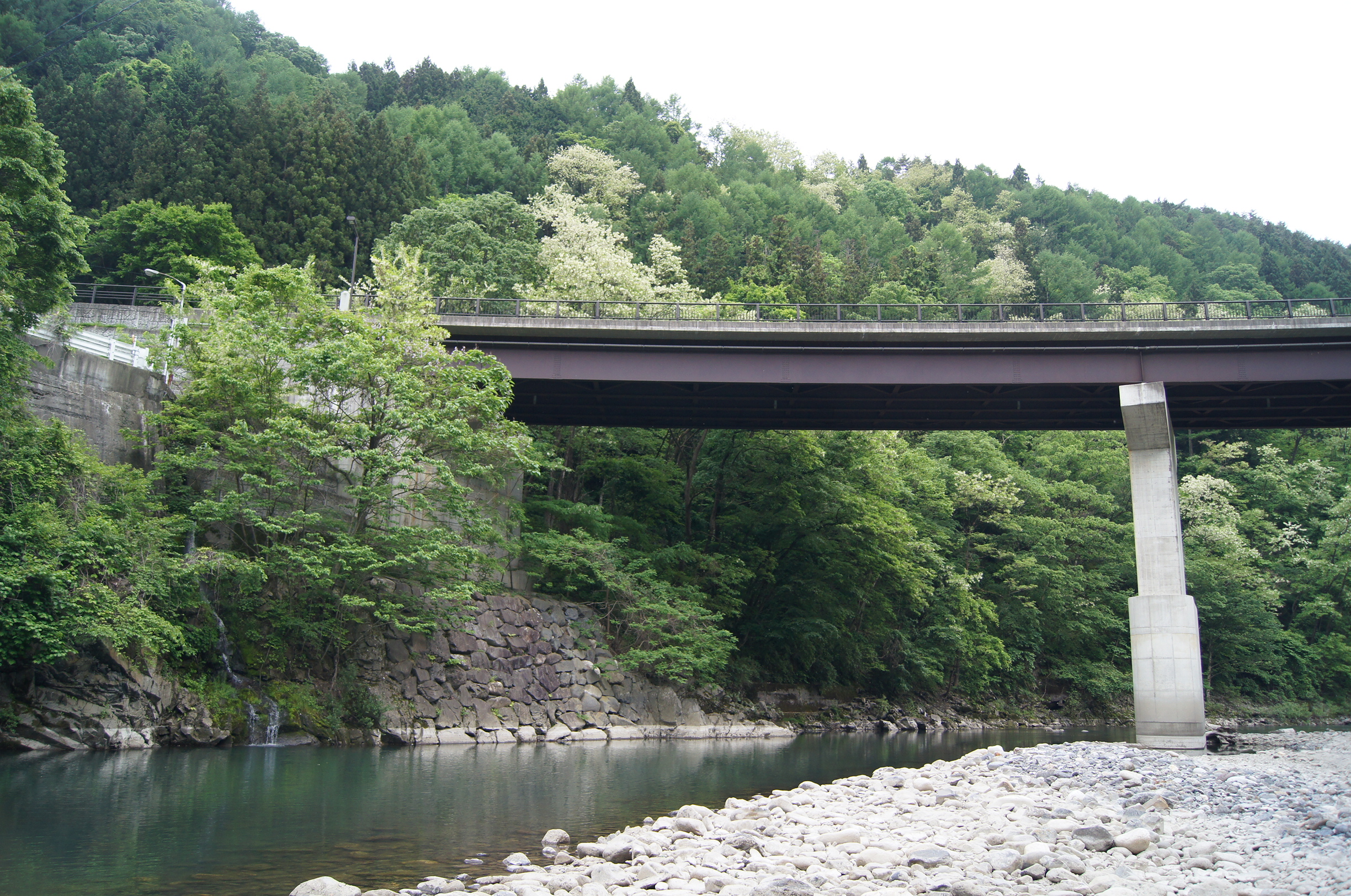
下流の川原から右岸方向を望む
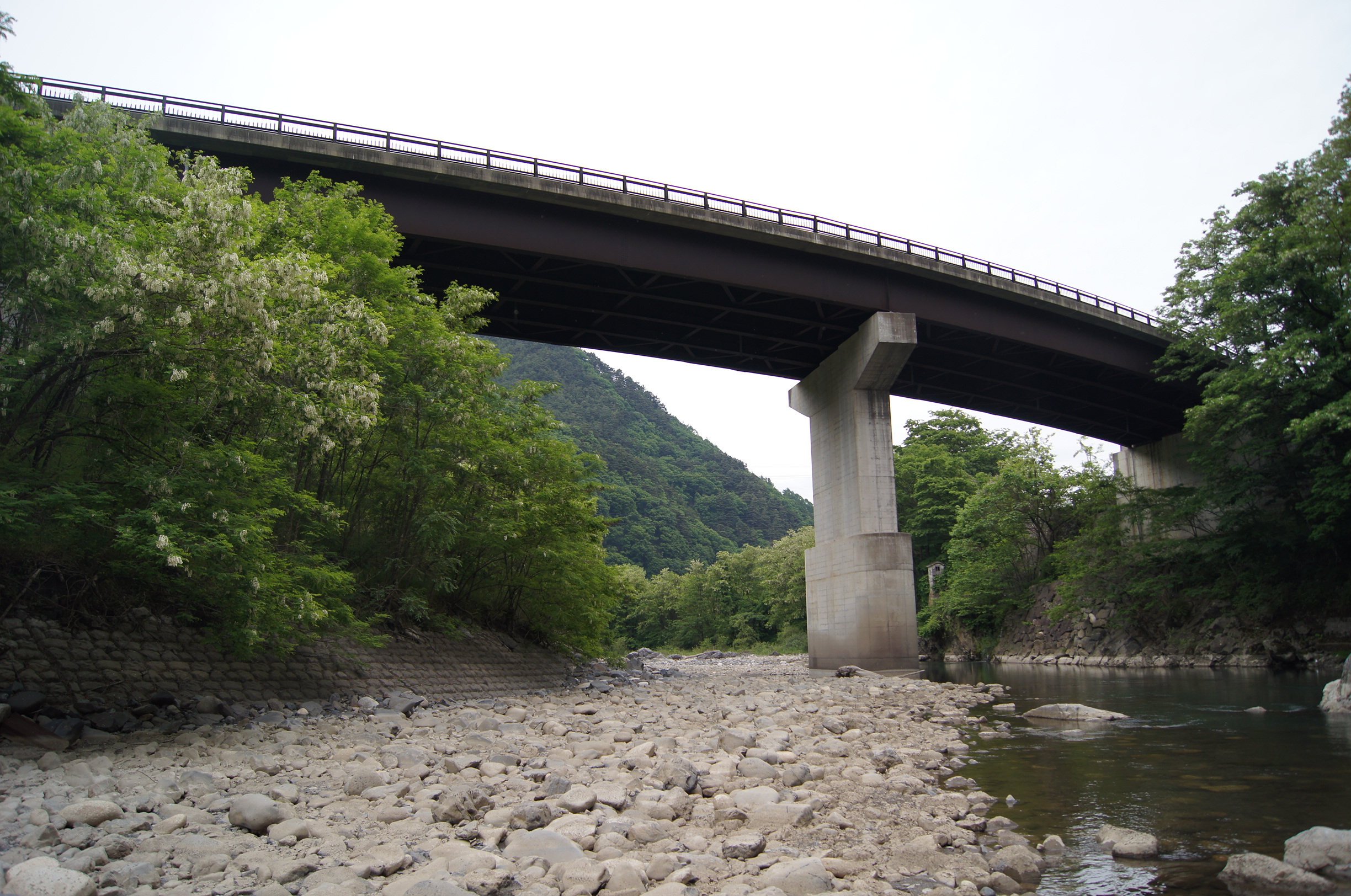
上流の川原から右岸方向を望む
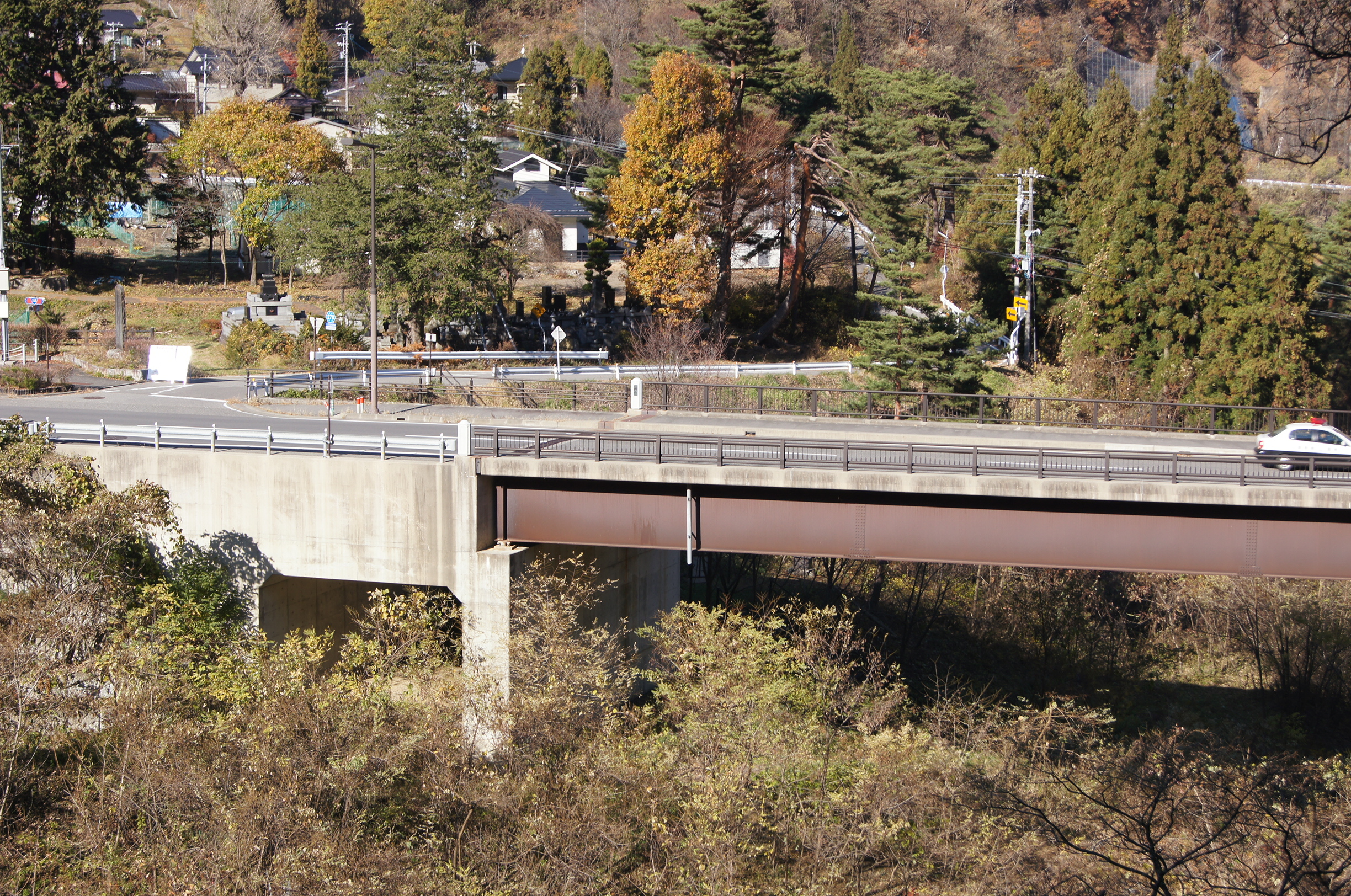
右岸上流の山腹道路（崖上）から見下ろす

### 年表
- 1868年（明治2年） - 通年使用できる橋が架けられ、竜渕橋と呼ばれ、刎橋（はねばし）であった[2]
- 1878年（明治12年） - 県の費用により刎橋として架けかえられる[2]<出典の516ページ>（正しくは1879年か[2]<出典の539ページ>）
- 1888年（明治22年） - 腐敗のため、橋が夏に落ちた。しかし、臨時県会が再建費提案を全額削除したため、波多村長と安曇村長は連名で、架橋を要請し、架けかえができた[4]。
- 1904年（明治38年）4月 - 橋脚のある木橋として架けかえられる[2]
- 1931年（昭和6年） - 鉄橋に架けかえられる[2]
- 1996年11月 - 橋をはさむ区間の道路付け替え工事の完成とともに、現在の橋への架けかえが完成[2]

## 周辺
- 新島々駅（松本電気鉄道上高地線）
- 村の駅アルプスの郷
- バス停留所「大野田駅」

## 参考資料
1. ↑   山崎林治・柴野武夫『本州のケショウヤナギ』1992年、非売品
2. 1 2 3 4 5 6 7  『安曇村誌 第3巻 歴史下』516～517ページ、536～541ページ
3. ↑  『奈川村誌 歴史編』297〜298ページ
4. ↑  『波田町誌 歴史現代編』785ページ